# Idées républicaines

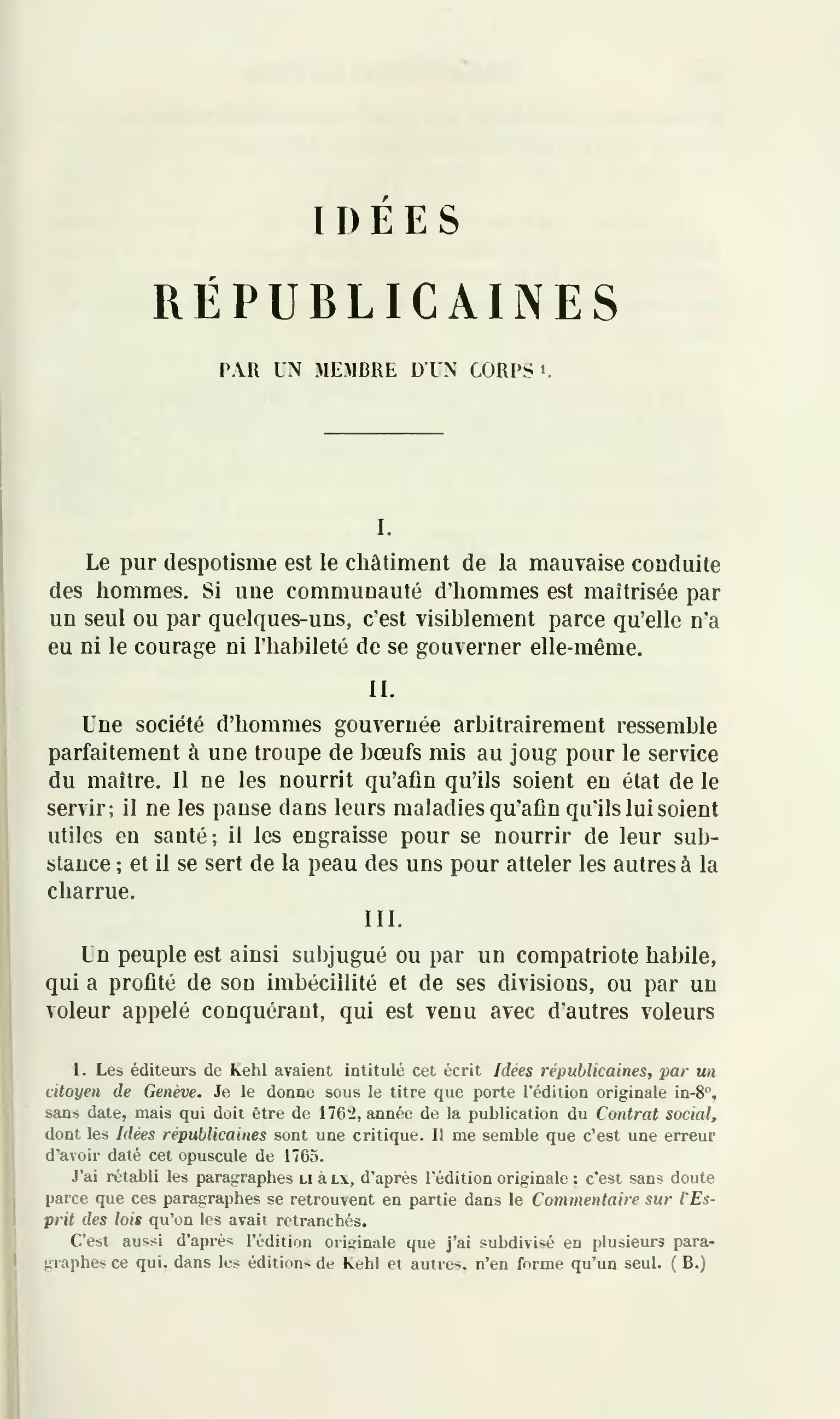
Page d'une réédition de 1879 des Idées républicaines

Idées républicaines, par un membre d'un corps est un pamphlet de Voltaire publié anonymement fin 1765. Centré sur les questions politiques qui agitaient alors la république de Genève, il  comporte de nombreuses prises de positions plus générales sur la liberté de pensée et la liberté d'expression, ainsi que des critiques envers Le Contrat social de Rousseau, et l'Esprit des lois de Montesquieu.

## Contexte
La République de Genève était organisée autour de quatre classes :  les citoyens, les bourgeois, les habitants et les natifs. Dans les années 1760, un conflit les opposait au sujet de la répartition des pouvoirs législatif et exécutif. Installé à Ferney, donc voisin, Voltaire propose, sans grands succès, des projets de conciliation.

## Structure
L'ouvrage se présente comme une suite de 66 aphorismes, « en oscillation continuelle entre le particulier et le général, et permettant d'atteindre des conclusions générales à partir de circonstances accidentelles. »
Raymond Trousson et Jeroom Vercruysse ont dégagé une structure en six sections, précédées d’un exorde et suivies d’une conclusion :
1. Un exorde (I-IV) pose le problème : « Une société d’hommes gouvernée arbitrairement ressemble parfaitement à une troupe de bœufs mis au joug pour le service du maître. Il ne les nourrit qu’afin qu’ils soient en état de le servir. (II) »
2. Attaque du gouvernement ecclésiastique (V-XII) : « Le plus absurde des despotismes, le plus humiliant pour la nature humaine, le plus contradictoire, le plus funeste, est celui des prêtres. (V) »
3. Vérités générales (XII-XVIII) : « Le gouvernement civil est la volonté de tous exécutée par un seul ou par plusieurs, en vertu des lois que tous ont portées. (XIII) »
4. La situation à Genève (XIX-XXVIII) : « Dans une république digne de ce nom, la liberté de publier ses pensées est le droit naturel du citoyen. (XXV) »
5. Critique du Contrat social (XXIX-XL) : « Si on se donnait la peine de lire attentivement ce livre du Contrat social, il n’y a pas une page où l’on ne trouvât des erreurs ou des contradictions. (XXXVIII) »
6. Politique générale (XLI-LI) : « Il n’y a jamais eu de gouvernement parfait, parce que les hommes ont des passions ; et s’ils n’avaient point de passions, on n’aurait pas besoin de gouvernement. Le plus tolérable de tous est sans doute le républicain, parce que c’est celui qui rapproche le plus les hommes de l’égalité naturelle. (XLIII) »
7. Critique de l’Esprit des lois (LII-LXIII) : « Malgré ses défauts, cet ouvrage doit être toujours cher aux hommes, parce que l’auteur a dit sincèrement ce qu’il pense. Il a partout fait souvenir les hommes qu’ils sont libres ;  il combat la superstition ; il inspire la morale. (LXII) »
8. Conclusion (LXIV-LXVI) : « La tolérance est aussi nécessaire en politique qu’en religion ; c’est l’orgueil seul qui est intolérant. C’est lui qui révolte les esprits, en voulant les forcer à penser comme nous ; c’est la source secrète de toutes les divisions. (LXIV) »

## Histoire éditoriale
Paru anonymement en 1765, mais attribué à Voltaire dès sa parution, ce texte ne fut pas repris dans les grandes éditions des Œuvres  de 1768 et 1775, mais fut inclus dans l’édition de Kehl. La réception critique fut quasiment inexistante, à l'exception d'un ouvrage, également anonyme, écrit par John Needham.